# 농학교
농학교(聾學校)는 농교육을 행하는 특수학교이다. 최초의 농학교는 1755년에 설립되었다.

## 같이 보기
- 분류:농학교